# Magnus Landin Jacobsen
Magnus Landin Jacobsen (* 20. August 1995 in Helsingør) ist ein dänischer Handballspieler vom THW Kiel und der dänischen Handballnationalmannschaft.
Er ist der jüngere Bruder von Niklas Landin Jacobsen.

## Karriere

### Im Verein
2013 unterschrieb Landin bei Nordsjælland Håndbold, nachdem er zuvor für HIK auflief. 2014 wurde bekannt, dass der talentierte Linksaußen einen 2-Jahres-Vertrag ab der Saison 2014/15 bei KIF Kolding København unterschrieb. Er gewann in seiner ersten Saison die dänische Meisterschaft mit KIF Kolding København. Seit dem Sommer 2018 läuft er für den deutschen Bundesligisten THW Kiel auf.

### In Auswahlmannschaften
Landin gewann mit der dänischen Jugendnationalmannschaft die U-19-Handball-Weltmeisterschaft 2013. Am 10. Juni 2015 debütierte er in der dänischen Handballnationalmannschaft gegen Litauen. Bei der Weltmeisterschaft 2019, 2021 und 2023 konnte er die Goldmedaille gewinnen. Mit Dänemark gewann er bei den Olympischen Spielen in Tokio die Silbermedaille. Bei der Europameisterschaft 2022 gewann er mit Dänemark die Bronzemedaille. Beim Gewinn der Silbermedaille bei der Europameisterschaft 2024 kam er in allen neun Spielen zum Einsatz und warf 14 Tore.
Bei den Olympischen Spielen 2024 in Paris gewann Magnus Landin Jacobsen mit der dänischen Nationalmannschaft die Goldmedaille. Im Finale gewannen sie gegen Deutschland deutlich mit 39:26. Magnus Landin traf dabei sieben Mal. Bei der Weltmeisterschaft 2025 warf er 13 Tore in neun Partien und wurde mit dem Team erneut Weltmeister.

### Erfolge
- dänischer Meister 2015
- deutscher Meister 2020, 2021 und 2023
- DHB-Pokalsieger 2019, 2022 und 2025
- EHF-Pokalsieger 2019
- DHB-Supercup 2020, 2021, 2022 und 2023
- EHF Champions League 2020
- U-19-Weltmeister 2013
- Weltmeister 2019, 2021, 2023, 2025
- Silbermedaille bei den Olympischen Spielen 2020
- Olympiasieger bei den Olympischen Spielen 2024
- Bronzemedaille bei der Europameisterschaft 2022
- Silbermedaille bei der Europameisterschaft 2024

### Saisonbilanzen
| Saison  | Verein                | Liga            | Spiele | Tore |
| ------- | --------------------- | --------------- | ------ | ---- |
| 2013/14 | Nordsjælland Håndbold | Håndboldligaen  | 26     | 46   |
| 2014/15 | KIF Kolding           | Håndboldligaen  | 25     | 50   |
| 2015/16 | KIF Kolding           | Håndboldligaen  | 35     | 113  |
| 2016/17 | KIF Kolding           | Håndboldligaen  | 23     | 76   |
| 2017/18 | KIF Kolding           | Håndboldligaen  | 26     | 100  |
| 2018/19 | THW Kiel              | Bundesliga      | 34     | 79   |
| 2019/20 | THW Kiel              | Bundesliga      | 26     | 54   |
| 2020/21 | THW Kiel              | Bundesliga      | 35     | 41   |
| 2021/22 | THW Kiel              | Bundesliga      | 34     | 78   |
| 2022/23 | THW Kiel              | Bundesliga      | 29     | 66   |
| 2023/24 | THW Kiel              | Bundesliga      | 29     | 62   |
| 2024/25 | THW Kiel              | Bundesliga      | 34     | 50   |
| 2013–18 | Håndboldligaen        | Håndboldligaen  | 135    | 385  |
| 2018–25 | Bundesliga            | Bundesliga      | 221    | 430  |
| 2013–25 | Karriere gesamt       | Karriere gesamt | 356    | 815  |